# Monoammoniumglutamat
Monoammoniumglutamat ist eine chemische Verbindung aus der Gruppe der Glutamate.

## Eigenschaften
Monoammoniumglutamat ist ein weißer geruchloser Feststoff, der leicht löslich in Wasser ist und neben dem Anhydrat als Monohydrat vorkommt.
Das Monohydrat besitzt eine orthorhombische Kristallstruktur mit der Raumgruppe P212121 (Raumgruppen-Nr. 19).

## Verwendung
Monoammoniumglutamat-Monohydrat ist als Geschmacksverstärker zugelassen und wird auch als Salzersatz verwendet.